# Börßum
Börßum là một đô thị ở huyện Wolfenbüttel, trong bang Niedersachsen, nước Đức. Đô thị Börßum có diện tích 14,78 km².